# القناة الثقافية
القناة الثقافية محطة فضائية سعودية ثقافية تبث باللغة العربية، وهي إحدى القنوات التابعة لمجموعة MBC، وافتُتحت مع توقيع اتفاقية وزير الثقافة بدر بن عبد الله بن فرحان مع رئيس مجموعة MBC وليد الإبراهيم في أغسطس 2023، وانطلقت في 23 سبتمبر 2023 مع ذكرى اليوم الوطني السعودي، وعُين مالك الروقي مديرًا عامًّا للقناة.
أُطلقت القناة على إثر القناة الثقافية السابقة التابعة لقنوات التلفزيون السعودي الحكومية، وكان يُديرها عبد العزيز العيد، وبدأت البث في عام 1431 هـ / 2009 م، وكانت تعمل على مدار أربع وعشرين ساعة. حتى توقفت عن البث في أبريل 2018.
وإضافة إلى القناة التلفازية، أُطلقت منصَّة إعلامية رَقْمية متخصصة بإنتاج مقاطع الفيديو، فضلًا عن المقالات والبودكاست والإنتاج الوثائقي.

## البرامج
- (قول على قول) جاسم الصحيح.
- (معلقة)، برنامج مسابقات شعرية.
- (مساء الثقافية) عبد الله الجمعة.
- (كتاب ومنعطف) سعد البازعي.
- (المحاورة)، يعرض محاورات شعراء الشعر الشعبي.
- (لامية العرب) عيد اليحيى.
- (حِسّ) محمد السكران.
- (ستوديو ستايلي).
- (سماط) راكان العريفي.
- (إثنينية الرياض)، برنامج يستضيف نخبة من المثقفين لمناقشة القضايا الثقافية.
- (السجاد الأحمر)، يعرض أخبار الفن السعودي والعربي والعالمي.
- (شقة الملز) عبد الخالق بن رافعة.
- (تلك شهادتي)، برنامج وثائقي،[6] من إخراج عبادة الحمَّامي.